# Nischnjaja Tawda
Nischnjaja Tawda (russisch Ни́жняя Тавда́) ist ein Dorf (selo) in der Oblast Tjumen in Russland mit 6846 Einwohnern (Stand 14. Oktober 2010).

## Geographie
Der Ort liegt etwa 70 km Luftlinie nordöstlich des Oblastverwaltungszentrums Tjumen im Westsibirischen Tiefland. Er befindet sich am rechten Ufer des Tobol-Nebenflusses Tawda.
Nischnjaja Tawda ist Verwaltungszentrum des Rajons Nischnetawdinski sowie Sitz der Landgemeinde Nischnetawdinskoje selskoje posselenije, zu der außerdem das 5 km nördlich am linken Ufer der Tawda gelegene Dorf Tschernojarka gehört.

## Geschichte
Der Ort wurde 1620 durch den Metropoliten von Tobolsk als Tawdinskaja sloboda gegründet. Später wurde der Name zu Tawdinskoje verkürzt, und der Ort dann im Zusammenhang mit der Entstehung der Stadt Tawda weiter flussaufwärts in der Oblast Swerdlowsk zum 1. Januar 1936 zunächst in Nischnetawdinskoje, dann in Nischnjaja Tawda („Untere Tawda“) umbenannt.
Bereits im November 1923 wurde das Dorf Verwaltungssitz eines nach ihm benannten Rajons. Von 5. November 1965 bis 24. Mai 1991 besaß Nischnjaja Tawda den Status einer Siedlung städtischen Typs.

### Bevölkerungsentwicklung
| Jahr | Einwohner |
| ---- | --------- |
| 1897 | 556       |
| 1939 | 2487      |
| 1959 | 4250      |
| 1970 | 5940      |
| 1979 | 6690      |
| 1989 | 6941      |
| 2002 | 6754      |
| 2010 | 6846      |

Anmerkung: Volkszählungsdaten

## Verkehr
Nach Nischnjaja Tawda führt die Regionalstraße 71K-1711/71N-1201 von Tjumen. In südöstlicher Richtung verläuft die 71N-1211 zur 25 km entfernten Siedlung Kartymski, wo dich die nächstgelegene Bahnstation Kartymskaja an der Strecke Tjumen – Surgut – Nowy Urengoi befindet.